# Cadlinidae
Famille
Les Cadlinidae forment une famille de mollusques de l'ordre des nudibranches.

## Liste des genres
Selon World Register of Marine Species, prenant pour base la taxinomie de Bouchet & Rocroi (2005), on compte trois genres :
- Aldisa Bergh, 1878 -- 23 espèces
- Cadlina Bergh, 1878 -- 28 espèces
- Inuda Er. Marcus & Ev. Marcus, 1967 -- 1 espèce

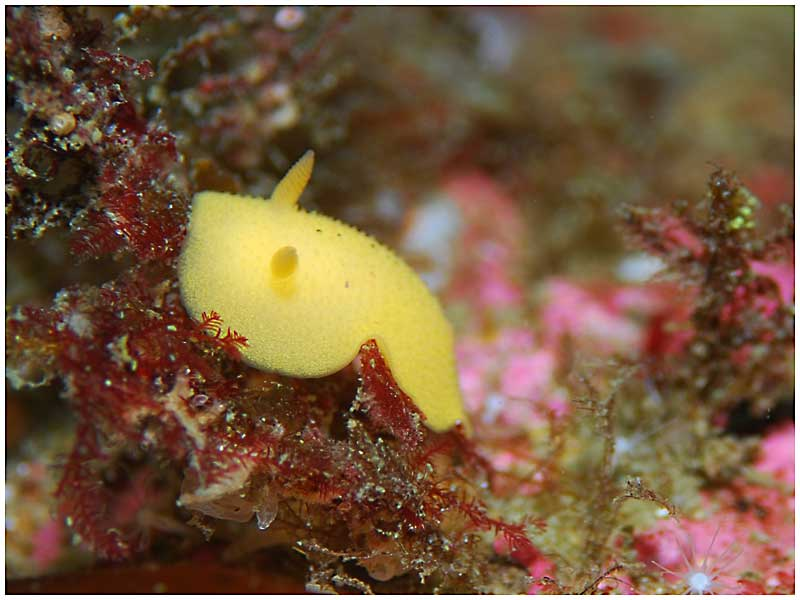
Aldisa cooperi
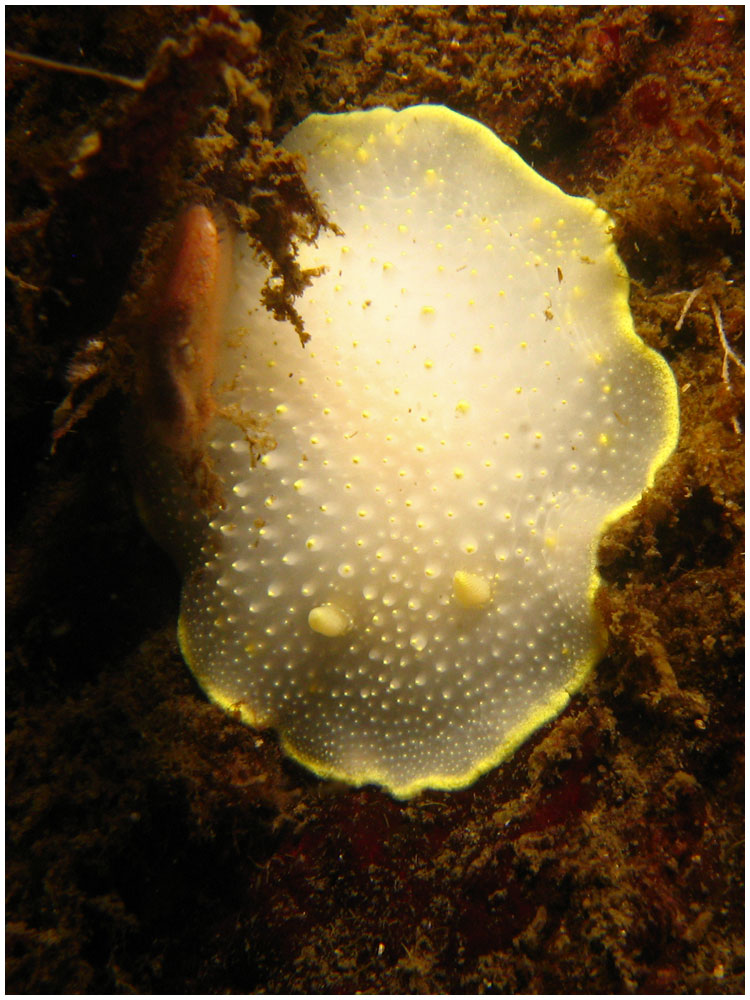
Cadlina luteomarginata